# خرزان
خرزان (بالكردية: Xerza‏) هي قرية سوريّة تتبع إداريّاً لمحافظة حلب منطقة عفرين ناحية جنديرس، بلغ تعداد سكانها 70 نسمة حسب التعداد السكاني لعام 2004. بلغ تعداد سكانها 70 نسمة حسب التعداد السكاني لعام 2004، و744 نسمة حسب قيود السجل المدني لنهاية عام 2005.

## التسمية
خرزا اسم منطقة ومجموعة عشائرية كرديّة في محافظة بدليس في شمالي كردستان حسب الدكتور محمد عبدو علي.